# دانشگاه نیوهمپشر
دانشگاه نیوهمپشر (به انگلیسی: University of New Hampshire) یک دانشگاه تحقیقاتی دولتی در دورام واقع در ایالت نیوهمپشر آمریکا است که در سال ۱۸۶۶ میلادی بنیان‌نهاده شده‌است. 

## جستارهای وابسته

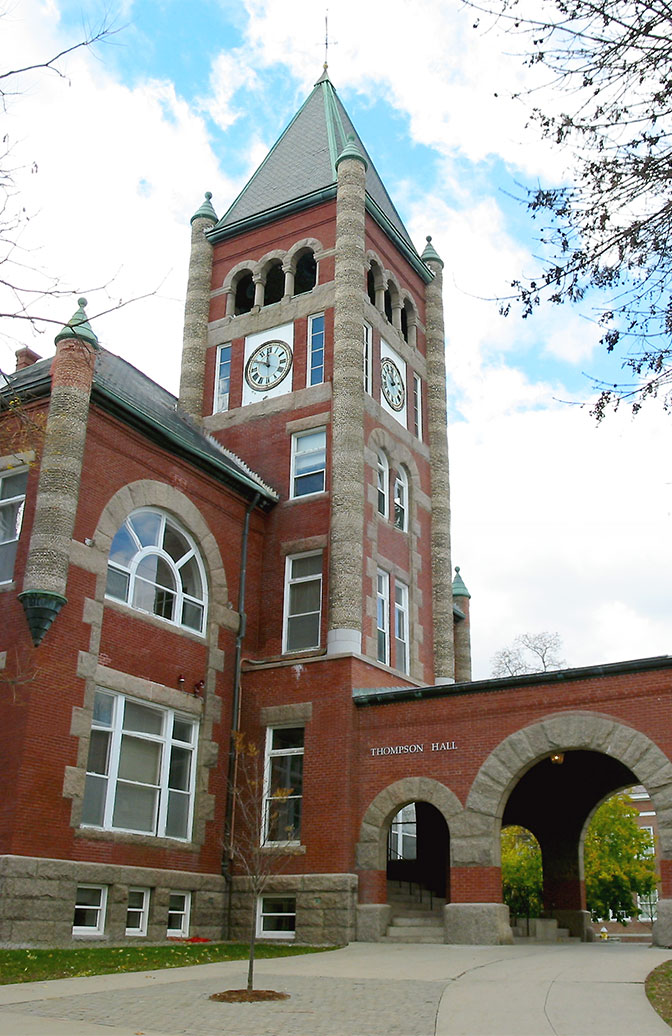
ساختمان تامپسون ساخته شده در سال ۱۸۹۲